# A9 road
Die A9 road (englisch für ‚Straße A9‘), auch Highland Highway genannt, ist mit einer Länge von 439 km die längste Fernstraße in Schottland. Sie verläuft in Nord-Süd-Richtung und verbindet das im Central Belt gelegene Falkirk mit Scrabster am Pentland Firth. Zwischen Perth und Inverness ist sie Teil der Europastraße 15.

## Verlauf
Die Autobahn M9, die westlich von Edinburgh in nördlicher Richtung von der M8 abzweigt, bildet den Vorläufer der A9. Die A9 selbst beginnt als Abzweig von der M9 östlich von Falkirk. Im Laufe ihrer ersten 32 km folgt sie der Richtung der M9 nach Nordwesten und kreuzt sie südöstlich von Bannockburn. Zwischen Bridge of Allan und Dunblane endet die M9 schließlich an einem Kreisverkehr und verschmilzt dort wieder mit der A9. Auf diesem ersten Streckenabschnitt verläuft die A9 durch die Städte Falkirk, Bannockburn, St Ninians und Stirling. Nach dem Einmünden der M9 führt die Straße in nordöstlicher Richtung bis Perth, wo die M90 von Süden kommend einmündet. Im weiteren Verlauf führt die A9 in nördlicher Richtung in die Highlands über den Pass of Drumochter. Bei Inverness quert sie auf der Kessock Bridge den Beauly Firth und etwa 20 km weiter bei Dingwall den Cromarty Firth. Weitgehend der Küstenlinie folgend überquert die A9 auf der Dornoch Firth Bridge den Dornoch Firth westlich von Tain. Anschließend folgt sie dem Küstenprofil bis Latheron, wo sie nach Norden abknickt und schließlich Thurso und Scrabster erreicht.
Auf einer langen Strecke zwischen Perth und Inverness ist die Strecke der Highland Main Line entlang der A9 geführt. Zwischen Dingwall und Tain sowie zwischen Golspie und Helmsdale folgt die Far North Line im Wesentlichen ihrem Verlauf.

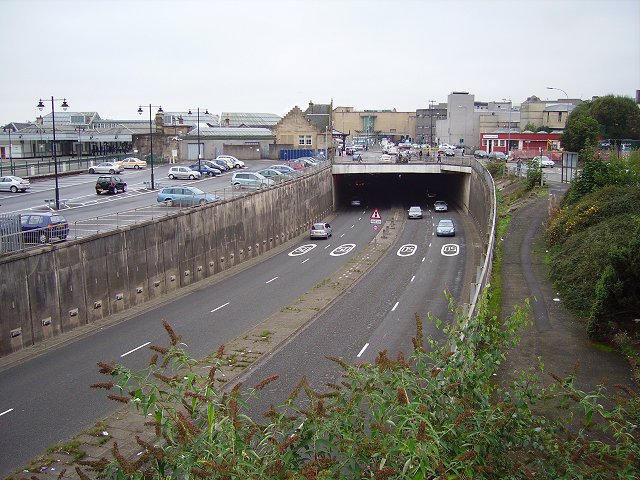
Tunnelführung bei der Stadtdurchfahrt von Stirling
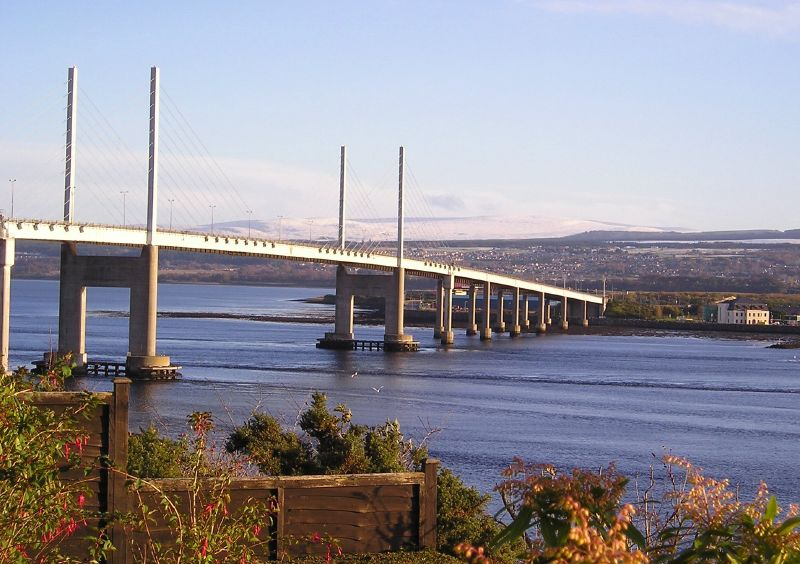
Kessock Bridge über den Beauly Firth
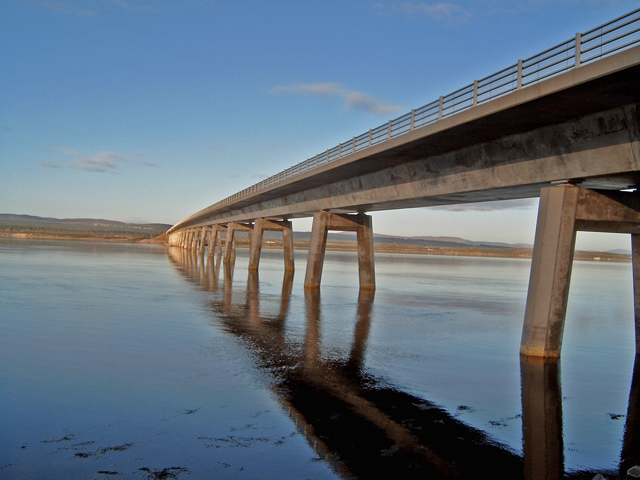
Dornoch Firth Bridge
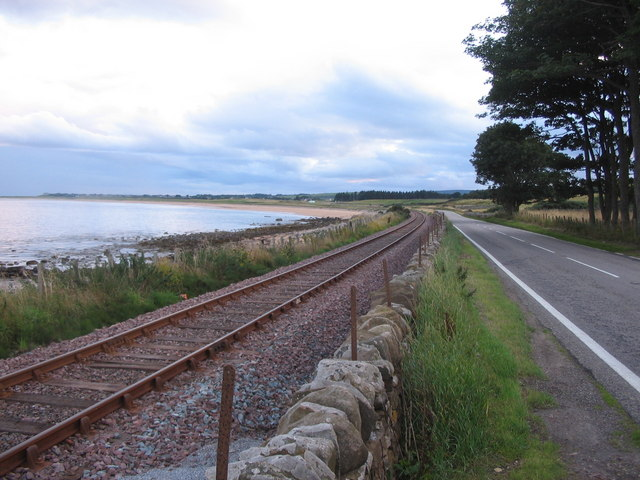
Gleise der Far North Line parallel zur A9

## Ausbau
Zwischen Dunblane und Perth ist die A9 autobahnähnlich ausgebaut und besitzt zwei Fahrspuren je Fahrtrichtung. Nördlich von Perth wird dieses Konzept nicht fortgeführt und die A9 ist bis Inverness nur noch teilweise zweispurig je Fahrtrichtung ausgebaut. Nördlich von Inverness ist ausschließlich ein Fahrstreifen je Fahrtrichtung vorhanden. Der Wechsel zwischen ein- und zweispurigem Ausbau führt jedoch zu einer erhöhten Unfallhäufigkeit auf diesen Abschnitten. Weitere Unfallschwerpunkte sind die Kreisverkehre bei Keir (Zusammenführung mit der M9) und Broxden (Zusammenführung mit der M90).
Derzeit wird der vollständige vierspurige Ausbau der A9 bis Inverness diskutiert. Dies hätte neben der Erhöhung der Kapazität auch eine Verringerung der Fahrtzeit und eine Absenkung der Unfallzahlen zur Folge. Hingegen wird die Umweltverträglichkeit eines solchen Ausbaus negativ bewertet. Es ist geplant den Ausbau in zwei Stufen vorzunehmen. Im Rahmen der ersten Stufe soll der zweispurige Ausbau zwischen Perth und Blair Atholl erfolgen. Außerdem sollen Umbaumaßnahmen an den Straßenkreuzungen zwischen Dunblane und Perth sowie an zwei Kreisverkehren zu einer Verringerung der Unfallzahlen führen. Zwischen Blair Atholl und Inverness sollen an Steigungen Langsamfahrstreifen eingerichtet werden. Für die Realisierung dieser Maßnahmen sind Kosten zwischen 500 Mio. und einer Mrd. £ veranschlagt. Die zweite Stufe umfasst den vollständigen vierspurigen Ausbau bis Inverness. Er ist mit 1,5–3 Mrd £ veranschlagt. Die schottische Regierung signalisierte einen Baubeginn im Jahre 2012 sofern die benötigten finanziellen Mittel verfügbar sind. Für die Realisierung beider Stufen wird ein Zeitraum bis 2025 diskutiert.

## Bedeutung
Entlang der A9 befinden sich mehrere bedeutende Städte, die die Straße an das Fernstraßennetz anschließt:
- Falkirk
- Grangemouth
- Stirling
- Dunblane
- Perth
- Pitlochry
- Inverness
- Dingwall
- Tain
- Thurso

Sie ist die einzige schottische Fernstraße, die über weite Strecken in Nord-Süd-Richtung verläuft, und gilt als das Rückgrat der dünnbesiedelten Highlands. Im Norden endet die A9 am Scrabster-Pier, den die Fähre zu den Orkneys anläuft, und stellt damit einen bedeutenden Faktor für den Personen- und Warentransport zu der Inselgruppe dar.